# Starrcade
Starrcade è stato un pay-per-view di wrestling organizzato annualmente dalla National Wrestling Alliance (dal 1983 al 1990) e successivamente dalla World Championship Wrestling (dal 1990 al 2000). 
Inizialmente soprannominato Granddaddy of Them All, Starrcade fu il primo pay-per-view annuale ad essere mai trasmesso sull'emittente CCTV, prima ancora di WrestleMania.

## Storia
Dagli anni sessanta agli anni ottanta era tradizione per la Jim Crockett Promotions, consociata della National Wrestling Alliance, organizzare degli eventi di wrestling in occasione del Giorno del ringraziamento e di Natale, spesso al Greensboro Coliseum di Greensboro (North Carolina). Nel 1983 la JCP creò lo show Starrcade per continuare questa tradizione, facendovi partecipare wrestler provenienti da altre federazioni affiliate alla NWA e trasmettendo lo show sulla televisione via cavo. Nel 1987 l'evento assunse i connotati di un vero e proprio pay-per-view a livello nazionale, mentre nel 1990 divenne esclusivo della World Championship Wrestling. In seguito al fallimento della WCW nel 2001 non fu più disputato.
Nel novembre del 2017 la World Wrestling Entertainment, detentrice di tutti i diritti relativi al marchio WCW fin dal 2001, ripropose Starrcade come live-event dedicato al roster di SmackDown; nel 2018 e nel 2019 fu invece realizzato sotto forma di speciale andato in onda sul WWE Network.

## Edizioni

### National Wrestling Alliance (1983–1990)
| Edizione        | Data             | Città       | Sede                | Main-event                  |
| --------------- | ---------------- | ----------- | ------------------- | --------------------------- |
| 1983 (Dettagli) | 24 novembre 1983 | Greensboro  | Greensboro Coliseum | Harley Race vs. Ric Flair   |
| 1984 (Dettagli) | 22 novembre 1984 | Greensboro  | Greensboro Coliseum | Dusty Rhodes vs. Ric Flair  |
| 1985 (Dettagli) | 28 novembre 1985 | Greensboro  | Greensboro Coliseum | Dusty Rhodes vs. Ric Flair  |
| 1986 (Dettagli) | 27 novembre 1986 | Atlanta     | Omni Coliseum       | Nikita Koloff vs. Ric Flair |
| 1987 (Dettagli) | 26 novembre 1987 | Atlanta     | Omni Coliseum       | Ric Flair vs. Ron Garvin    |
| 1988 (Dettagli) | 26 dicembre 1988 | Norfolk     | Norfolk Scope       | Lex Luger vs. Ric Flair     |
| 1989 (Dettagli) | 13 dicembre 1989 | Atlanta     | Omni Coliseum       | Ric Flair vs. Sting         |
| 1990 (Dettagli) | 16 dicembre 1990 | Saint Louis | Kiel Auditorium     | Ric Flair vs. Sting         |

### World Championship Wrestling (1991–2000)
| Edizione        | Data             | Città      | Sede                 | Main-event                    |
| --------------- | ---------------- | ---------- | -------------------- | ----------------------------- |
| 1991 (Dettagli) | 29 dicembre 1991 | Norfolk    | Norfolk Scope        | Battlebowl Battle Royal       |
| 1992 (Dettagli) | 28 dicembre 1992 | Atlanta    | Omni Coliseum        | Battlebowl Battle Royal       |
| 1993 (Dettagli) | 27 dicembre 1993 | Charlotte  | Independence Arena   | Ric Flair vs. Vader           |
| 1994 (Dettagli) | 27 dicembre 1994 | Nashville  | Municipal Auditorium | The Butcher vs. Hulk Hogan    |
| 1995 (Dettagli) | 27 dicembre 1995 | Nashville  | Municipal Auditorium | Randy Savage vs. Ric Flair    |
| 1996 (Dettagli) | 29 dicembre 1996 | Nashville  | Municipal Auditorium | Hulk Hogan vs. Roddy Piper    |
| 1997 (Dettagli) | 28 dicembre 1997 | Washington | MCI Center           | Hulk Hogan vs. Sting          |
| 1998 (Dettagli) | 27 dicembre 1998 | Washington | MCI Center           | Goldberg vs. Kevin Nash       |
| 1999 (Dettagli) | 19 dicembre 1999 | Washington | MCI Center           | Bret Hart vs. Goldberg        |
| 2000 (Dettagli) | 17 dicembre 2000 | Washington | MCI Center           | Scott Steiner vs. Sid Vicious |

### World Wrestling Entertainment (2017–2019)
| Edizione        | Data             | Città      | Sede                   | Main-event                    |
| --------------- | ---------------- | ---------- | ---------------------- | ----------------------------- |
| 2017 (Dettagli) | 25 novembre 2017 | Greensboro | Greensboro Coliseum    | AJ Styles vs. Jinder Mahal    |
| 2018 (Dettagli) | 24 novembre 2018 | Cincinnati | U.S. Bank Arena        | AJ Styles vs. Samoa Joe       |
| 2019 (Dettagli) | 1º dicembre 2019 | Duluth     | Infinite Energy Center | Bobby Lashley vs. Kevin Owens |